# Compagnie générale de traction sur les voies navigables
Ne doit pas être confondu avec Compagnie générale de traction.
La Compagnie générale de traction sur les voies navigables (CGTVN) était une entreprise de traction mécanique sur berges (halage) de 1940 à 1956.